# Бхаджана-кутир
Бха́джана-кути́р — обитель и место религиозного поклонения монахов-аскетов в некоторых традициях индуизма, в частности в гаудия-вайшнавизме. Бхаджана-кутиры известных кришнаитских святых можно встретить в тех регионах Индии, где традиция гаудия-вайшнавизма получила наибольшее распространение. Это прежде всего район Вриндаваны и Матхуры в Уттар-Прадеш (Северная Индия), Орисса и Западная Бенгалия в Восточной Индии. Как правило, бхаджана-кутиры известных святых являются местами паломничества и иногда своего рода музеями.